# Anthonie Ziesenis
Anthonie Ziesenis (Hannover, 26 december 1731 - Amsterdam, 25 maart 1801) was een Duits-Nederlands beeldhouwer die diende als stadsbeeldhouwer van Amsterdam. Hij maakte beelden en reliëfs voor een reeks gebouwen in Amsterdam, waaronder:
- de poort van het Oudemannenhuis aan de Kloveniersburgwal (1786)
- het topfronton van het Maagdenhuis aan het Spui
- het fronton van het stadswerkhuis, tegenwoordig Sarphatihuis, aan de Roetersstraat
- het fronton van de Hersteld Evangelisch-Lutherse kerk, tegenwoordig Compagnietheater, aan de Kloveniersburgwal
- de Muiderpoort (deels)
- de banpaal (Terminus Proscitionis) in Sloten (1794)

Ziesenis was een leerling van zijn oom, Johann Friedrich Blasius Ziesenis (1715-1787), in zijn geboortestad Hannover. Daarna vestigde hij zich in Hamburg. In 1758 ging hij naar Amsterdam om zich verder te ontwikkelen. Sinds 1770 was hij stadsbeeldhouwer en tot zijn overlijden een van de directeuren van de stadstekenacademie. Hij werkte veel samen met stadsbouwmeester Abraham van der Hart. Hij werd na zijn overlijden opgevolgd door Christiaan Welmeer.

## Afbeeldingen

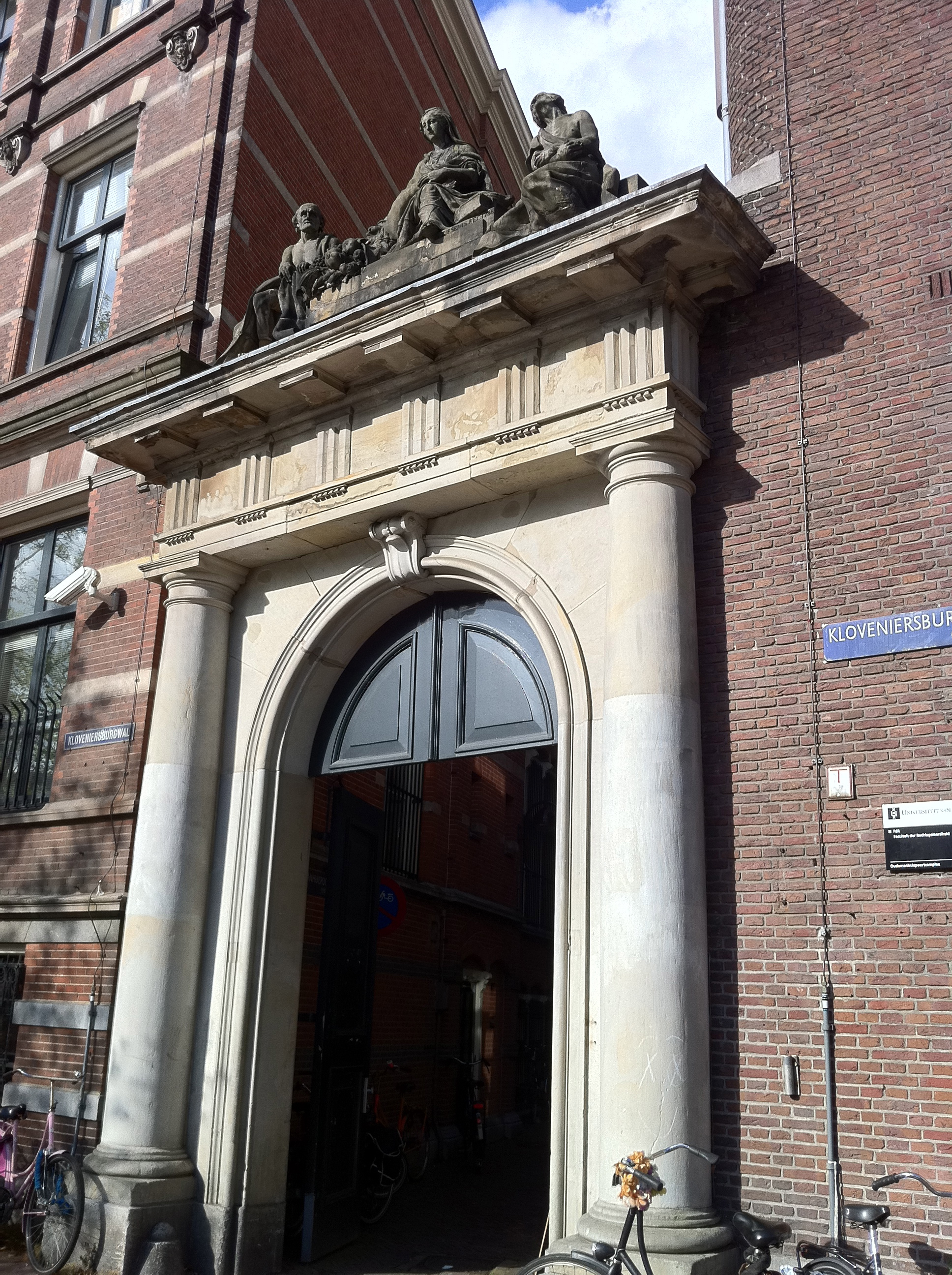
Oudemanhuispoort, Kloveniersburgwal
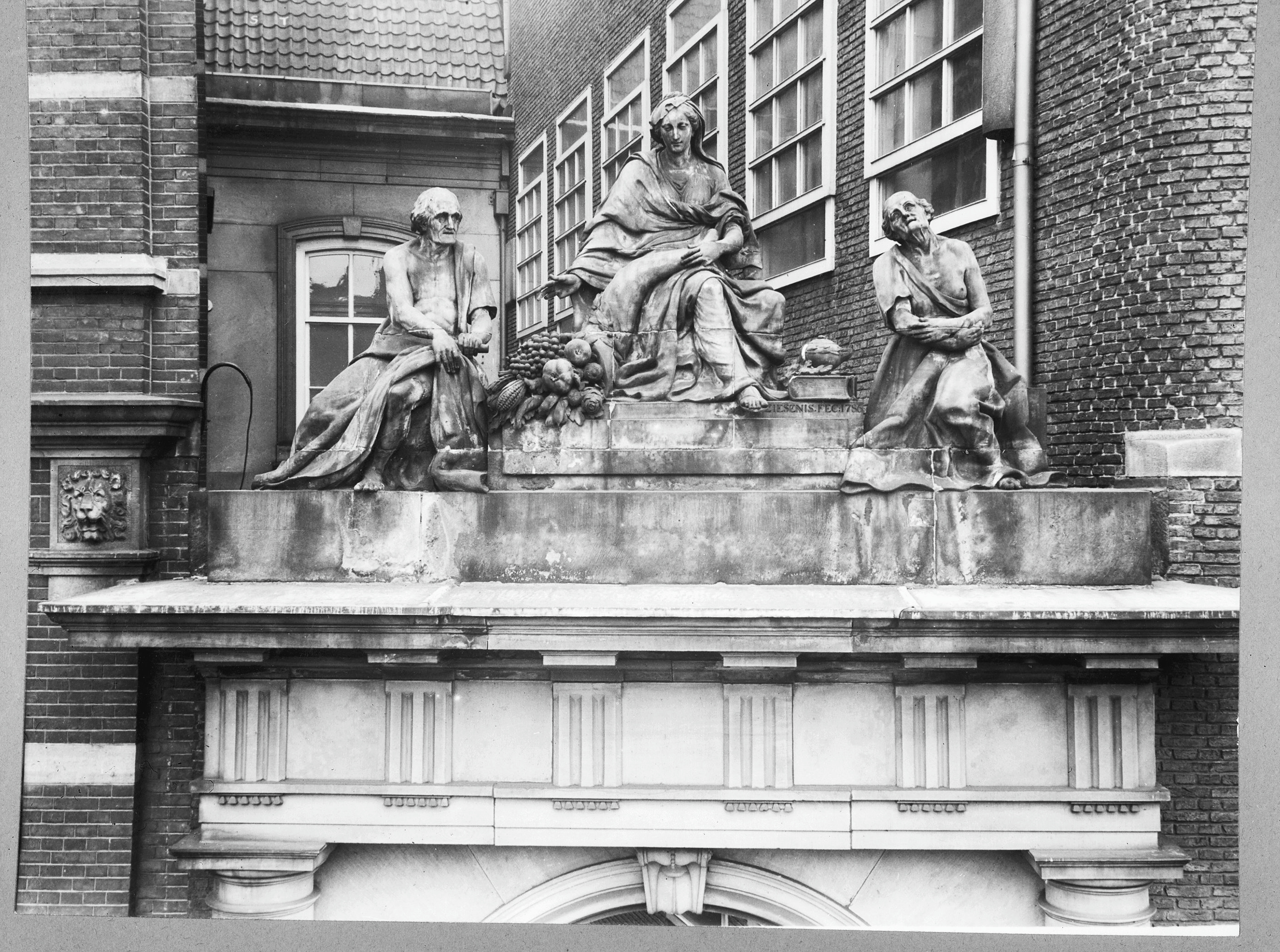
Beeldengroep Oudemanhuispoort
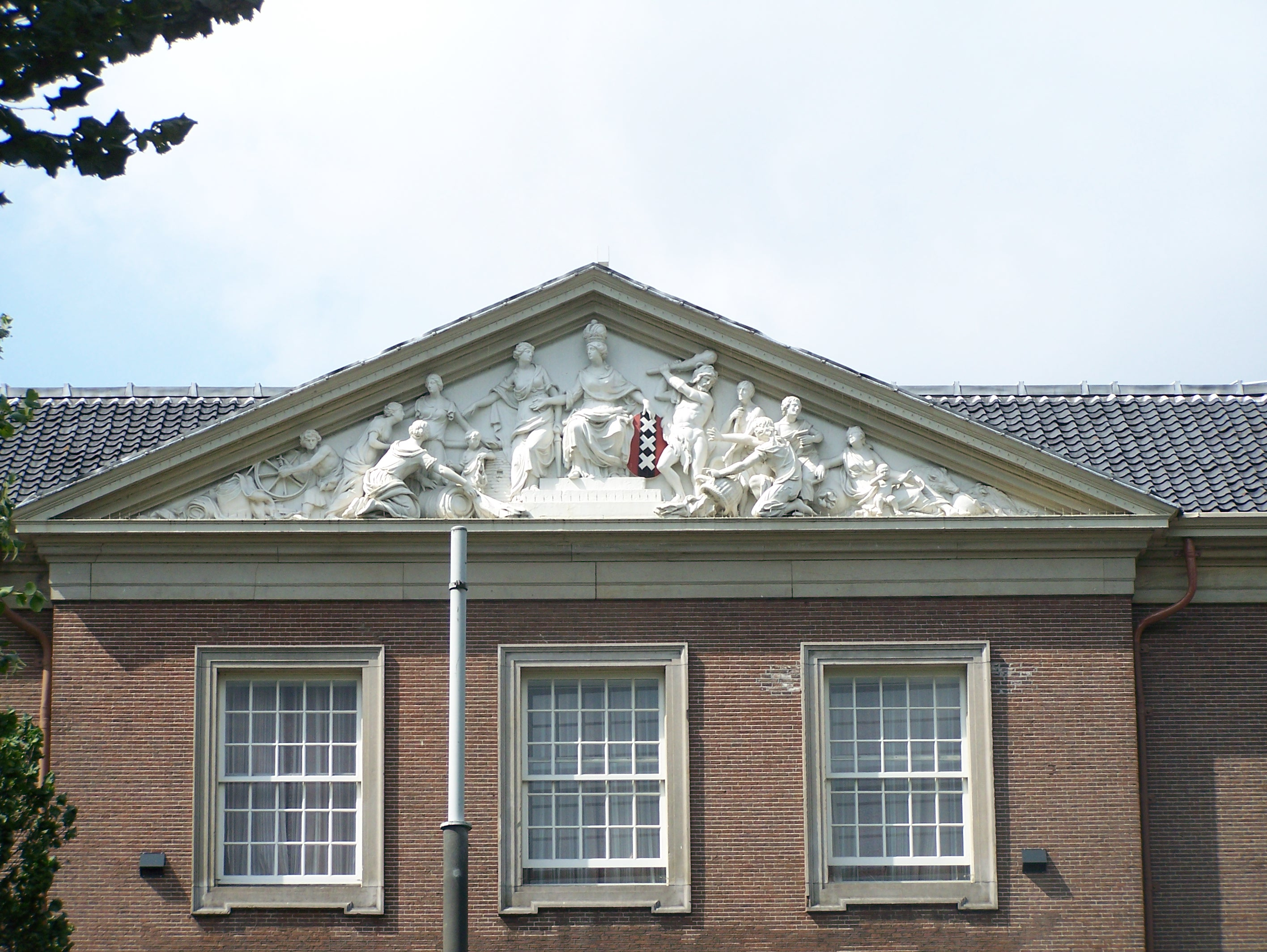
Dr Sarphatihuis, Roetersstraat
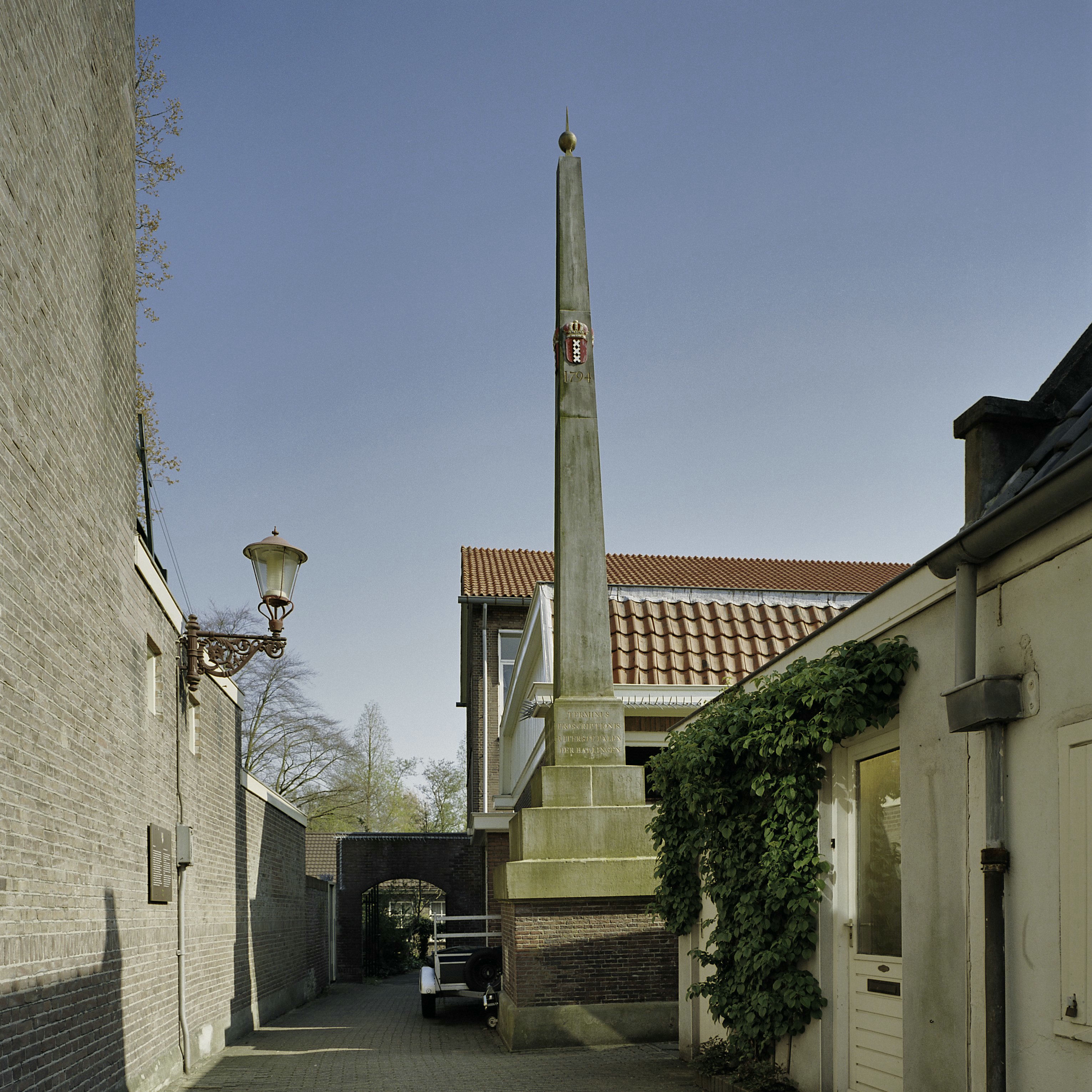
Banpaal Sloten

- Biografisch Portaal: 18846441
- Digitale Bibliotheek voor de Nederlandse Letteren: zies001
- Gemeinsame Normdatei: 138517681
- International Standard Name Identifier: 0000 0000 6480 7795
- Nederlandse Thesaurus van Auteursnamen: 183559355
- RKD-Nederlands Instituut voor Kunstgeschiedenis: 92766
- Virtual International Authority File: 90802607